# Lupinus urcoensis
Lupinus urcoensis là một loài thực vật có hoa trong họ Đậu. Loài này được C.P. Sm. miêu tả khoa học đầu tiên năm 1945.